# São Vicente (Abrantes)
São Vicente ist ein Dorf und eine ehemalige Gemeinde (Freguesia) in Portugal und gehört zum Kreis Abrantes im Distrikt Santarém.

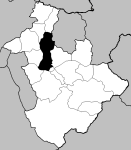
Lage der Freguesia São Vicente im Kreis Abrantes (bis September 2013)

Die Freguesia São Vicente hatte eine Fläche von 38,2 km² und 11.590 Einwohner (Stand 30. Juni 2011).

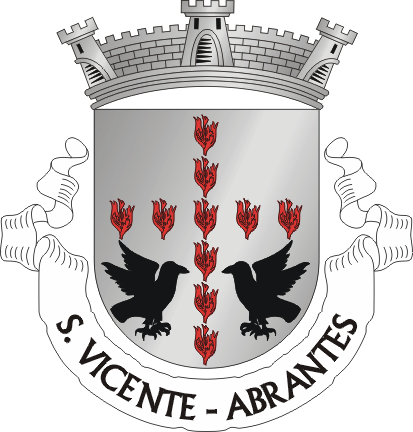
Das Wappen der ehemaligen Freguesuia

Am 29. September 2013 wurden die Freguesias Abrantes (S. Vicente), Abrantes (São João) und Alferrarede zur neuen Freguesia União das Freguesias de Abrantes (São Vicente e São João) e Alferrarede zusammengefasst.